# Aleja Bohaterów Warszawy w Szczecinie
Aleja Bohaterów Warszawy – szczecińska aleja stanowiąca jeden z głównych ciągów komunikacyjnych osiedla Turzyn. Do 1926 r. nazwa alei brzmiała Alleestraße. W latach 1926–1933 aleja nosiła nazwę Friedrich Ebert Straße, którą zmieniono ponownie w 1933 r. na Mackensenstraße; ta ostatnia nazwa nadana została celem upamiętnienia niemieckiego feldmarszałka Augusta von Mackensena. Obecna nazwa alei nadana została w 1945 r. przez Helenę Kurcyusz – pierwszą architektkę powojennego Szczecina.

## Przebieg
Aleja rozpoczyna swój bieg na skrzyżowaniu ulicy Adama Mickiewicza z ulicą ks. Piotra Wawrzyniaka. Na odcinku pomiędzy wspomnianym skrzyżowaniem i rondem im. Ojca Doktora Władysława Siwka aleja krzyżuje się z ulicami: 5 Lipca, Garncarską, Jagiellońską, ks. Piotra Ściegiennego, Legionów Dąbrowskiego, Pocztową, Żółkiewskiego, 26 Kwietnia, Bolesława Krzywoustego, Kazimierza Pułaskiego, Józefa Bema. Przy rondzie im. Siwka aleja spotyka się z ulicami Władysława Sikorskiego i Ojca Augustyna Kordeckiego, a następnie krzyżuje się z ulicami Wilków Morskich, Ku Słońcu i Szwoleżerów, kończąc swój bieg na placu im. prof. Jana Szyrockiego.

## Historia
W miejscu alei przebiegała droga łącząca Stary Turzyn z Tanowem oraz Krzekowem. Pierwsze budynki przy tejże drodze wzniesiono po 1816 r., kiedy to podjęto decyzję o zabudowaniu obszarów położonych po jej zachodniej stronie. W późniejszym czasie zabudowywano stopniowo wolne parcele: na początku XX wieku wybudowano pierzeję kamienic, a w okresie międzywojennym wzniesiono osiedle trzykondygnacyjnych bloków krytych spadzistymi dachami. W czasie II wojny światowej wschodnia oraz zachodnia pierzeja alei uległy częściowemu zniszczeniu. Około 1973 r. na odcinku alei pomiędzy ul. Jagiellońską i ul. Bolesława Krzywoustego, w związku z likwidacją torowisk w centrum miasta i koniecznością zmiany tras tramwajów, położone zostały tory tramwajowe. W latach 80. i 90. XX wieku wolne parcele przy alei zabudowane zostały wielopiętrowymi budynkami mieszkalnymi. W 2007 r. przeprowadzono kapitalny remont torowiska tramwajowego pomiędzy skrzyżowaniem z ulicą Bolesława Krzywoustego i skrzyżowaniem z ulicą Jagiellońską. Pozostałe odcinki torów wyremontowano w 2009 r.. W 2013 r. zmodernizowano torowisko przy skrzyżowaniu z ul. Jagiellońską.

## Ważniejsze obiekty
- Kościół św. Andrzeja Boboli w Szczecinie (narożnik z ul. Pocztową)

## Galeria

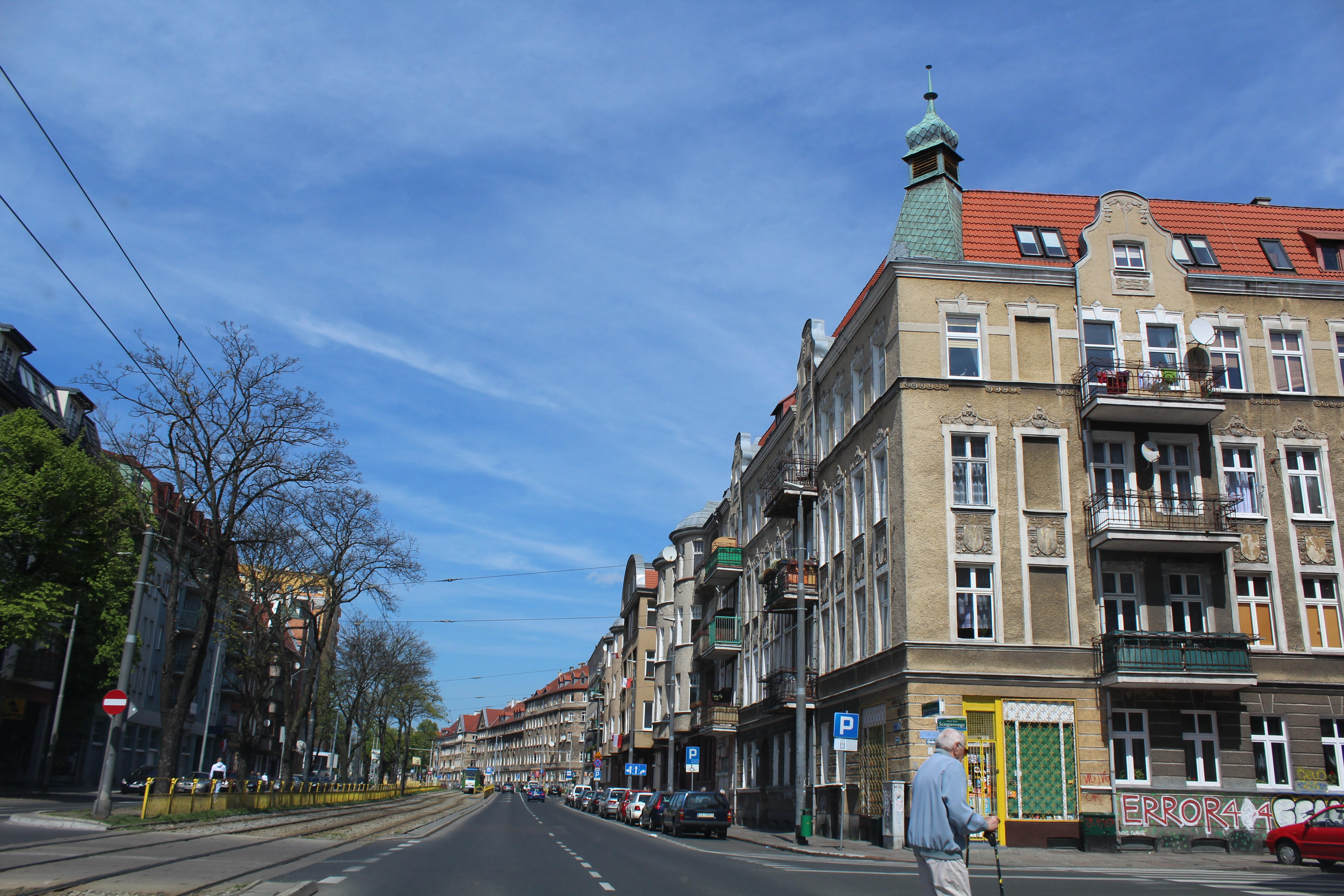
Odcinek alei między ul. Ściegiennego a ul. Jagiellońską
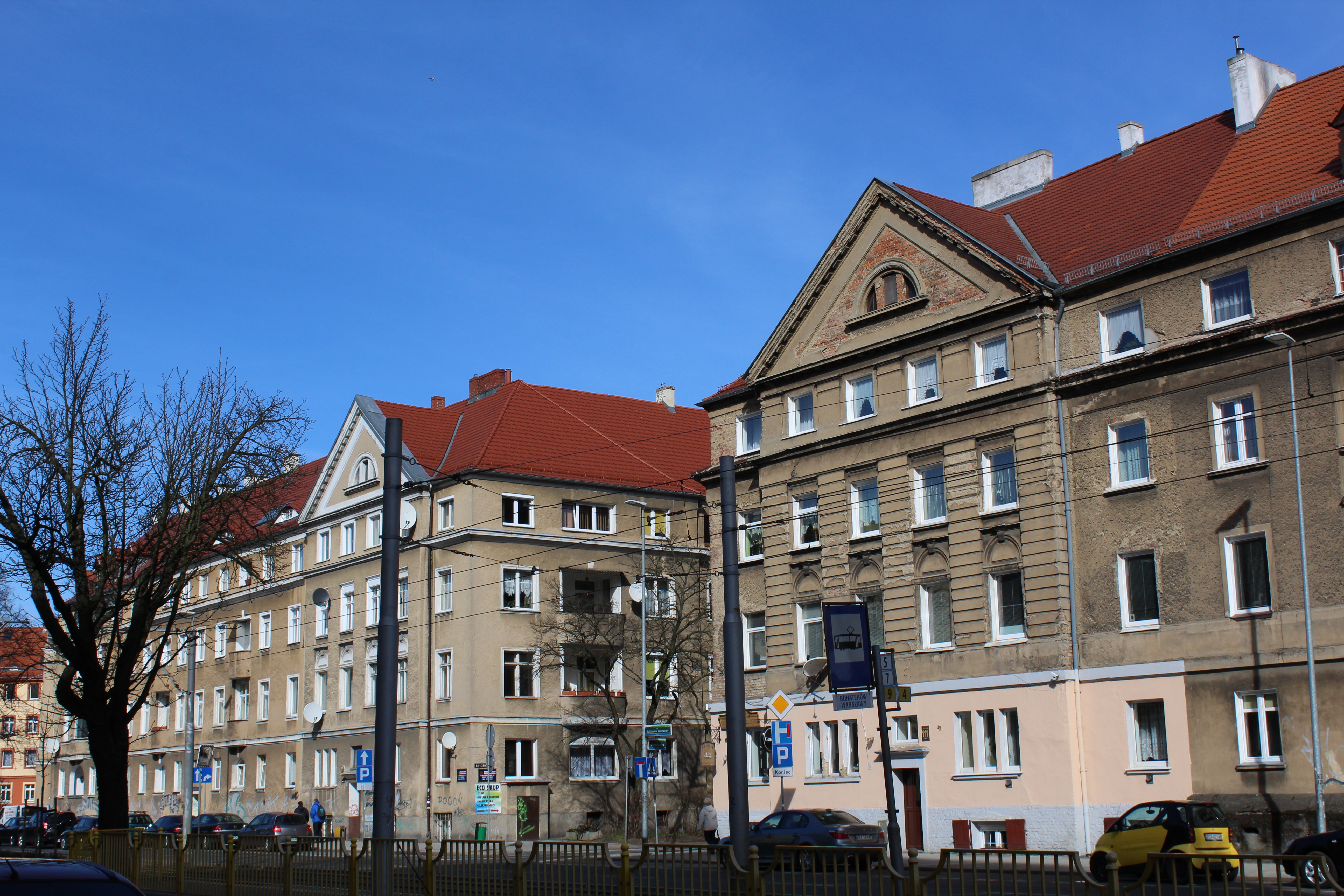
Zabudowa z lat 20. XX wieku przy narożniku z ul. Garncarską
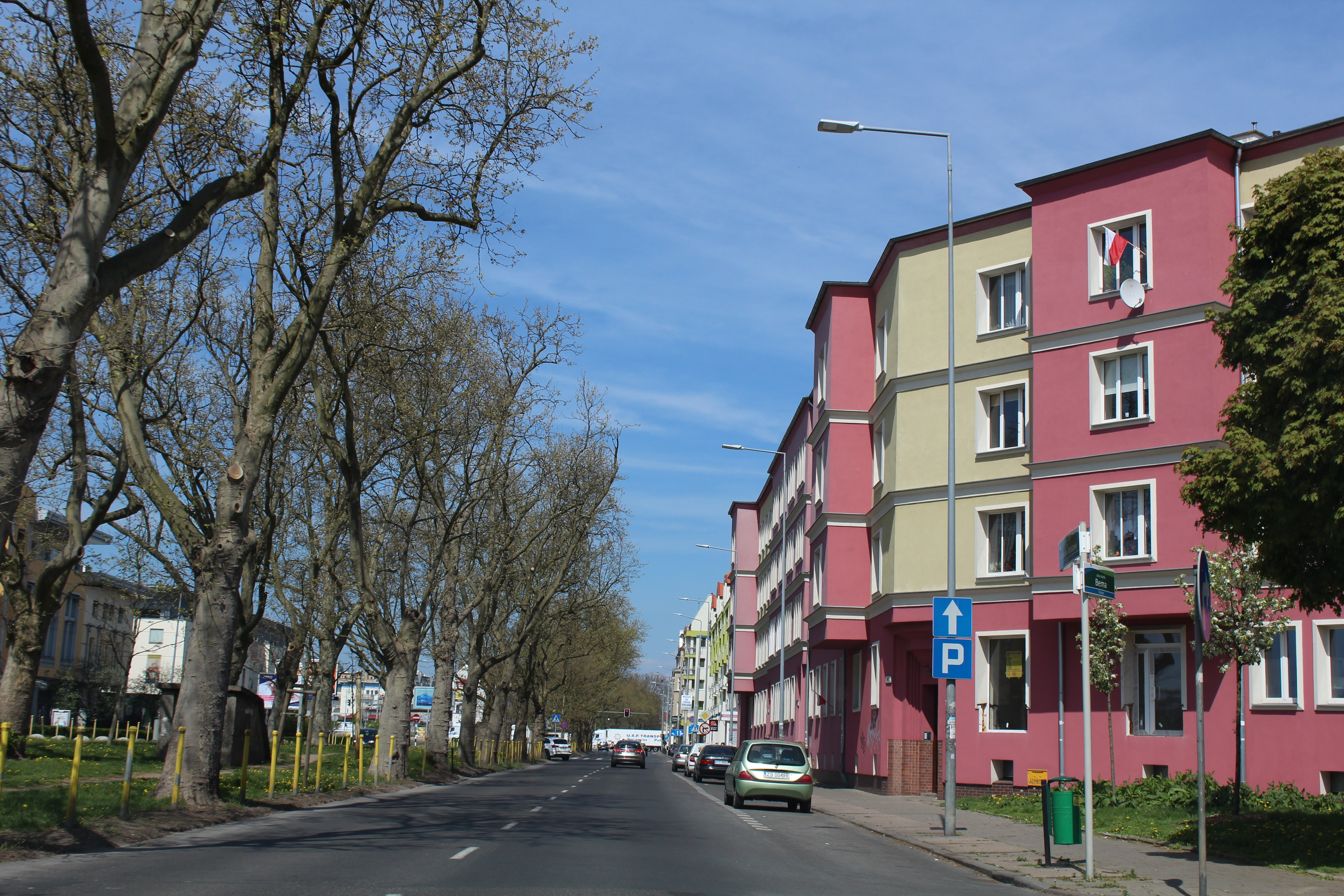
Zabudowa przy narożniku z ul. Bema
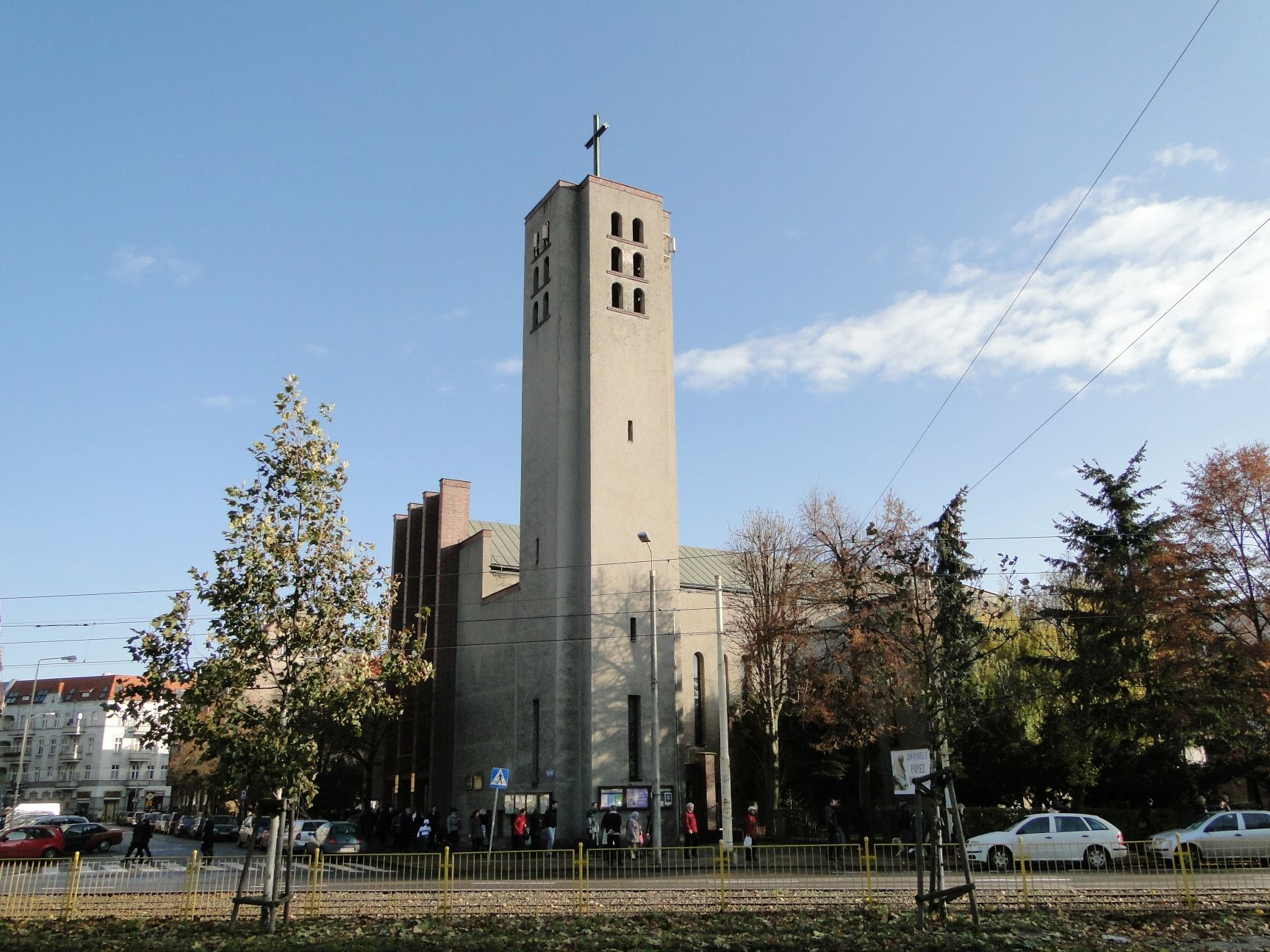
Kościół św. Andrzeja Boboli
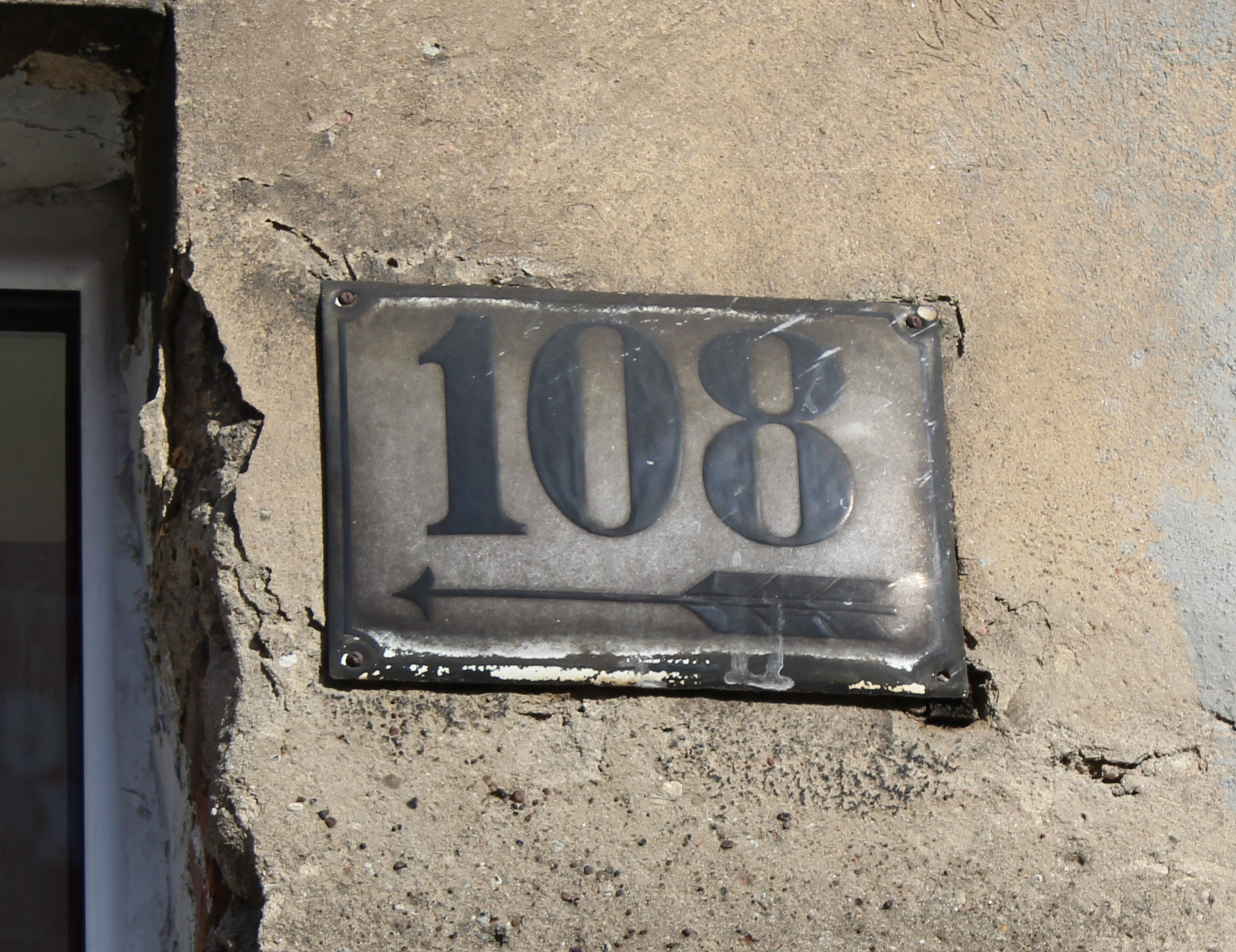
Przedwojenna tabliczka adresowa na jednym z bloków